# Don Mumford

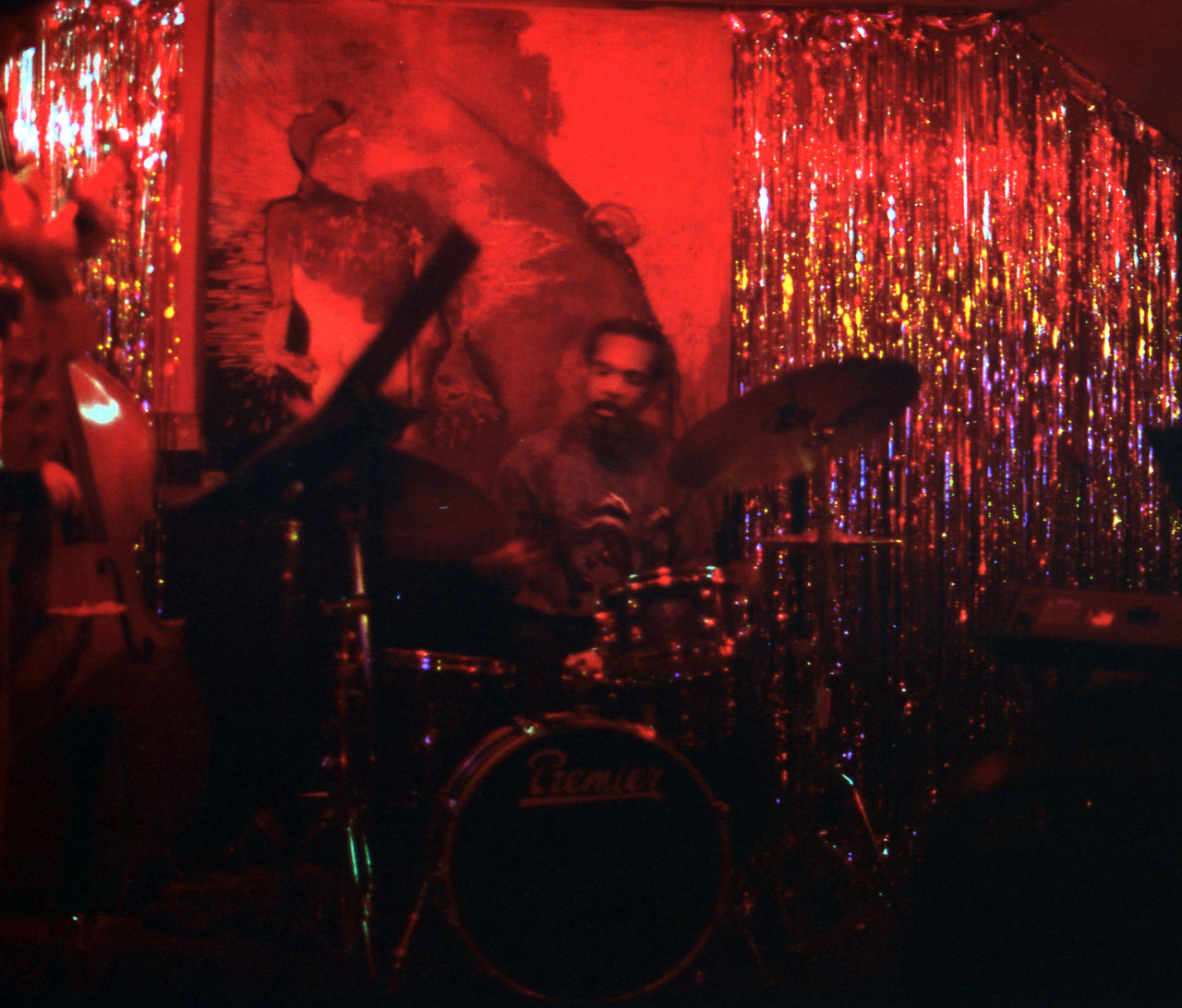
Don Mumford spielt im Taproom in Lawrence, Kansas, ca. 2002.

Don Mumford (* 9. Februar 1954 in Lawrence (Kansas) als Donald Dean Mumford; † 6. Juli 2007 in Des Moines, Iowa) war ein US-amerikanischer  Jazz-Schlagzeuger und Perkussionist.

## Leben und Wirken
Don Mumford wurde vor allem durch seine Zusammenarbeit mit dem Pianisten Abdullah Ibrahim bekannt. Zuvor war er in der Musikszene von Portland (Oregon) aktiv. Zu seinen Mentoren zählten Mel Brown und Jim Pepper. Bevor er Oregon verließ, spielte er dort mit verschiedenen Formationen wie Red Beans and Rice und Carl Smith's Natural Gas Company. In den 1980er Jahren ging er mit Abdullah Ibrahim und Essiet Okon Essiet auf zahlreiche Afrika- und Europa-Tourneen und wirkte bei deren Enja Album Zimbabwe (1984) mit; außerdem arbeitete er mit Sun Ra zusammen, mit dem er 1984 unter anderem auf dem Festival Konfrontationen (Live in Nickelsdorf 1984) und in Athen auftrat (Live at Praxis ’84). Im selben Jahr wirkte er bei Archie Shepp und Jeanne Lees Album African Moods mit. Mumford starb im Alter von 53 Jahren in Des Moines, Iowa an den Folgen eines Fahrradunfalls.